# 羅馬尼亞國旗
羅馬尼亞國旗是一面藍、黃、紅的三色旗（象徵外西凡尼亞、瓦拉幾亞和摩爾多瓦），比例為2:3。
根據第75號法律，現行的國旗於1994年7月16日啟用。

## 设计

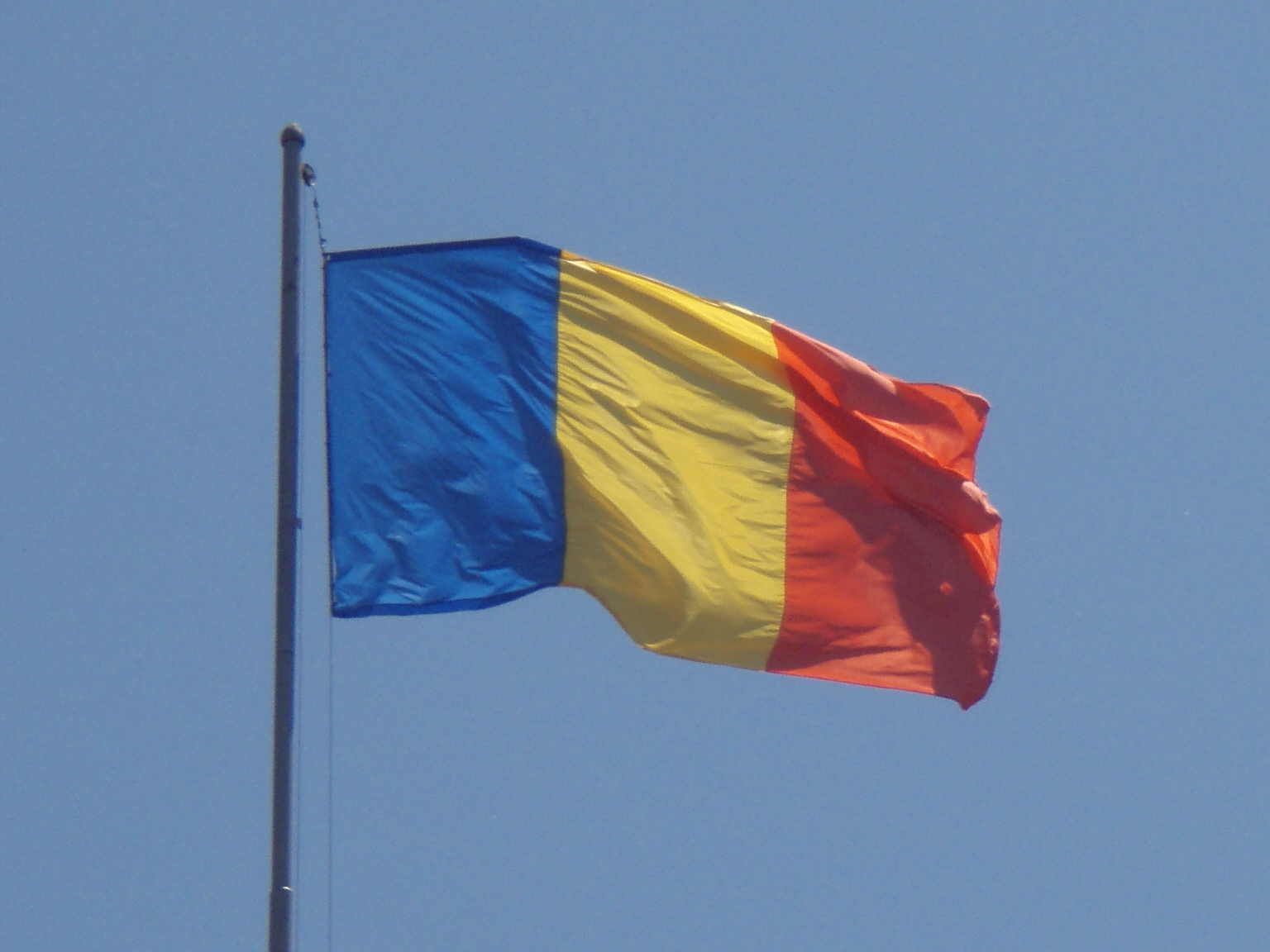
飘扬的罗马尼亚国旗

| 顏色標準 | 蓝          | 黄         | 红        |
| -------- | ----------- | ---------- | --------- |
| 彩通     | 280c        | 116c       | 186c      |
| CMYK     | 100-70-0-10 | 0-10-95-0  | 0-90-80-5 |
| RGB      | 0-43-127    | 252-209-22 | 206-17-38 |
| 网页颜色 | #002B7F     | #FCD116    | #CE1126   |

## 历史沿革
1881年，罗马尼亚大公卡罗尔一世建立了罗马尼亚王国，当时使用的国旗就是和现在样式相同的蓝黄红三色旗。
1945年，第二次世界大战之后，苏联陆续扶持建立社会主义政权，罗马尼亚也包括其中，格奥尔基·乔治乌-德治成立罗马尼亚人民共和国。这期间在三色旗上添加了国徽。该时期总共出现了四种样式的罗马尼亚国旗。1952年以后的国徽上添加了五星，国旗也相应改变。1965年，格奥尔基·乔治乌-德治逝世后，齐奥塞斯库上台，把国号改为“罗马尼亚社会主义共和国”，并修改了国徽图案，国旗再次变动，这是罗马尼亚共产政权最后一版国旗。
1989年12月21日，罗马尼亚发生大规模反共示威，事件最后演变为流血事件，导致齐奥塞斯库政权的倒台，齐奥塞斯库夫妇双双处死。示威者仿照匈牙利十月事件，将国旗上的旧国徽剪掉，剩下的部分作为反抗旗帜。
1989年12月27日，罗马尼亚在齊奧塞斯庫政權倒台之后，确认去掉旧国徽的蓝、黄、红垂直三色旗为现在的罗马尼亚国旗。

## 历代国旗列表

### 君主制时期
| 國旗 | 國家             | 使用年份  |
| ---- | ---------------- | --------- |
|      | 罗马尼亚联合公国 | 1859-1866 |
|      | 罗马尼亚王国     | 1867-1947 |

### 共和国时期
| 國旗 | 國家                   | 使用年份            |
| ---- | ---------------------- | ------------------- |
|      | 羅馬尼亞人民共和國     | 1948                |
|      | 羅馬尼亞人民共和國     | 1948-1952           |
|      | 羅馬尼亞人民共和國     | 1952-1965           |
|      | 羅馬尼亞社會主義共和國 | 1965-1989           |
|      | 羅馬尼亞               | 羅馬尼亞革命旗 1989 |
|      | 罗马尼亚               | 1989-               |

### 其他旗帜

布加勒斯特市旗
罗马尼亚社会主义共和国国旗，16:9版本
罗马尼亚国旗，4:3版本
罗马尼亚国旗，其他颜色标准
罗马尼亚国旗，竖式设计
罗马尼亚国旗，竖式设计使用
罗马尼亚国旗、政府旗，带有国徽版本

## 类似旗帜
乍得国旗是经常会与罗马尼亚国旗混淆的旗帜，区别是罗马尼亚国旗所用的蓝色为靛蓝，乍得国旗则是偏深的海军蓝，兩方國旗的相似度也成為國際話題之一。
2004年，乍得政府要求聯合國追溯羅馬尼亞國旗源歷，時任羅馬尼亞總統揚·伊利埃斯庫表示不會對羅馬尼亞國旗做出改變。
因与罗马尼亚有深厚的历史渊源，摩尔多瓦国旗也与罗马尼亚国旗图案比较相近。此外，与罗马尼亚国旗图案相类似的还有安道尔国旗。

乍得国旗
安道尔国旗
安道尔民用旗（现已少用） 比例：7:10
摩尔多瓦国旗（正面）
摩尔多瓦国旗（反面，1990年－2010年）
摩尔多瓦国旗（反面，2010年至今）
日本創價學會会旗